# Anii 840
Secole: Secolul al VIII-lea - Secolul al IX-lea - Secolul al X-lea
Decenii: Anii 790 Anii 800 Anii 810 Anii 820 Anii 830 - Anii 840 - Anii 850 Anii 860 Anii 870 Anii 880 Anii 890
Ani: 840 | 841 | 842 | 843 | 844 | 845 | 846 | 847 | 848 | 849